# Ferrovia Lubiana-Dobova
La ferrovia Lubiana-Dobova (Železniška proga Ljubljana–Dobova–d. m. in sloveno) è una linea ferroviaria slovena che unisce la capitale Lubiana con la frontiera croata.
La linea, lunga 114,8 km, è a binario doppio ed è elettrificata con 3 kV CC tra Lubiana e Dobova e con 25 kV CA tra Dobova e la frontiera croata, oltre la quale prosegue come linea M101 per Zagabria. 
La ferrovia forma parte del corridoio paneuropeo X che unisce la città austriaca di Salisburgo con il porto greco di Salonicco.

## Percorso
| Continuation backward |

| Unknown route-map component "+d" | Unknown route-map component "eABZgl" | Unknown route-map component "xABZq+l" | Unknown route-map component "dCONTfq" |

|  | Unknown route-map component "KRWg+l" | Unknown route-map component "KRWgr" |

|  | Unknown route-map component "BHF-L" | Unknown route-map component "BHF-R" |

|  | Unknown route-map component "KRWl" + Unknown route-map component "kABZg3" | Unknown route-map component "KRWg+r" |

| Unknown route-map component "dCONTgq" | Unknown route-map component "xkABZq1x2" | Unknown route-map component "eKRZo+k4x3" | Unknown route-map component "eKRZo" | Unknown route-map component "exdCONTfq" |

|  | Unknown route-map component "ekABZg+4" | Straight track |

|  | Unknown route-map component "DST-L" | Unknown route-map component "DST-R" |

| Unknown route-map component "+d" | Unknown route-map component "ABZg2" | Unknown route-map component "STR3u" + One way leftward | Unknown route-map component "dKDSTeq" |

|  | Unknown route-map component "ABZg+1u" | Unknown route-map component "STR+4" |

|  | Unknown route-map component "SKRZ-Ao" | Unknown route-map component "SKRZ-Ao" |

| Unknown route-map component "KINTaq" | Unknown route-map component "ABZg+r" | Stop on track |

|  | Unknown route-map component "STRc2" + Non-passenger station/depot on track | Unknown route-map component "BHF3" |

|  | Unknown route-map component "ABZg+1" | Unknown route-map component "STRc4" |

| Unknown route-map component "hKRZWae" |

|  | Unknown route-map component "eABZg+l" | Unknown route-map component "exCONTfq" |

| Station on track |

| Stop on track |

| Station on track |

| Unknown route-map component "hKRZWae" + Unknown route-map component "exGRZq" + Unknown route-map component "exlZOLL" |

| Station on track |

| Station on track |

| Unknown route-map component "eHST" |

| Unknown route-map component "HSTeBHF" |

| Unknown route-map component "HSTeBHF" |

| Station on track |

| Station on track |

| Unknown route-map component "BS2+l" | Unknown route-map component "BS2+r" |

| Unknown route-map component "hKRZWae" | Unknown route-map component "hKRZWae" |

|  | Unknown route-map component "BS2l" | One way leftward + Unknown route-map component "STR+l~R" | Unknown route-map component "CONTfq" |

| Stop on track |

| Stop on track |

| Station on track |

| Unknown route-map component "CONTgq" | Unknown route-map component "ABZg+r" |  |

| Station on track |

| Station on track |

| Stop on track |

| Non-passenger station/depot on track |

| Unknown route-map component "BHFSPLa" |

| Unknown route-map component "KINTaq" | Unknown route-map component "vABZg+r-STR" |  |

| Unknown route-map component "dYRD" | Unknown route-map component "dSTR" |

| Unknown route-map component "vENDEe-SHI1r" |

| Stop on track |

| Station on track |

| Unknown route-map component "BHF+GRZq" |

|  | Unknown route-map component "eABZg2" | Unknown route-map component "exSTRc3" |

|  | Unknown route-map component "GRZq" + Unknown route-map component "exSTRc1" + Restricted border on track | Unknown route-map component "exSTR+4" |

|  | Unknown route-map component "hKRZWae" | Unknown route-map component "exhKRZWae" |

|  | Straight track | Unknown route-map component "GRZq" + Unknown route-map component "xGRENZE" |

| Unknown route-map component "+d" | Straight track | Unknown route-map component "exABZl+l" | Unknown route-map component "exdCONTfq" |

|  | Straight track | Unknown route-map component "KHSTxa" |

|  | Continuation forward | Continuation forward |